# Babar and the Adventures of Badou
Babar and the Adventures of Badou (Babar y las aventuras de Badou en España e Hispanoamérica) es una serie de televisión estadounidense-canadiense-francesa de animación 3D estrenada el 27 de septiembre de 2010 en el canal Discovery Kids en Latinoamérica. La serie actualmente sigue realizando episodios pero dejaron de transmitirla en dicho canal. Se estrenó de aires a las 5:00 p. m. ET/PT tiempo en 19 de febrero de 2011 en Disney Junior en los Estados Unidos.

## Sinopsis
La serie sigue las aventuras de Badou, el nieto de 8 años de Babar, quien junto a sus amigos y familiares resuelve numerosos misterios, acertijos y situaciones en Celesteville. En la ciudad ahora hay otros animales además de los elefantes.
Aunque la serie presenta una mayoría de personajes nuevos en el universo de Babar, algunos de los personajes originales permanecen, como Babar, Celeste y Lord Rataxes, con otros personajes originales también involucrados.

## Personajes

### Niños
- Badou: Un elefante que va a pasar las vacaciones en el castillo de sus abuelos. Es muy divertido, simpático y generoso con sus amigos y a diario vive diversas aventuras con ellos. Chiku, Jake, Zawadi y Munroe son sus mejores amigos.

- Chiku: Es una mona muy extrovertida que le gustan las bananas. Además de ser un poco metida, ayuda a sus demás amigos y le encanta compartir momentos con ellos.

- Munroe: Es un erizo, valiente y firme que le encanta hacer bromas. Es el mejor amigo de Badou y le gustan mucho sus espinas, ya que es una manera de defenderse de los puercoespines. Le gusta ayudar de cualquier forma.

- Zawadi: Es una cebra muy presumida. Odia para nada que la ensucien con barro ni tampoco con otras cosas. Tiene una obsesión muy grande con la higiene por lo que le gusta estar alejada de las bromas de Badou. Le encantan las flores.

- Jake: Es un pequeño zorro, que pasa la mayoría de su tiempo en el reino de Babar. Le encanta comer desechos de los demás y le encanta ensuciarse en el lodo. Es muy gentil y un poco tímido con los demás.

- Tersh: Es un cocodrilo verde, primo de Dilash y sobrino de Crocodylus. No le gusta hacer maldades con su tío, ya que él sabe que se quiere apoderar del reino de Babar, aunque no lo logrará.

- Dilash: Es un cocodrilo y quien más ayuda a su tío a conseguir sus objetivos, aunque siempre terminan fallando gracias a la astucia de Badou. Es muy abusivo, egoísta y terco.

### Adultos
- Rey Babar: Es un elefante y el rey del castillo. Su esposa es la reina Celeste y es el abuelo de Badou. Babar, además de que sabe todo lo que Crocodylus intenta hacer para conseguir el reino, le permite quedarse en el reino.

- Reina Celeste: Es una elefante. Reina del castillo, ya que está casada con el Rey Babar. Es la abuela de Badou y quiere también a los demás niños del reino. Es a la única que no le preocupa los desórdenes de Babar y sus amigos.

- Crocodylus: Es un cocodrilo y villano principal de la serie. Está obsesionado por conseguir la corona del Rey Babar y reemplazarlo de su cargo, aunque siempre termina en alguna circunstancia mal.

- Cornelius: Es un elefante general y mayordomo de Babar y su mano derecha. Le ayuda con todos los problemas que se presenten en el reino y no le gusta mucho el desorden que presenta Badou.

- Miss Strich: Es una avestruz, sirvienta fiel del Reino de Babar. Le encanta cocinar y realizar diversas actividades con la reina.

## Otros personajes
- Pom
- Periwinkle
- Sleek
- Rhudi
- Deb Mouse
- Gallop
- Dandy Andi
- Lulu
- Prospero
- Heropotamus
- Capitán Darling
- Hoot
- Profesor Rozeekeewhack
- Ramsey, Skylar y Hannah
- Kylus
- General Huc
- Blacktrunk

## Voces originales
- Drew Adkins - Badou
- Gordon Pinsent - Rey Babar
- Samantha Weinstein - Chiku
- Tyler Stevenson - Munroe
- Isabel deCarteret - Zawadi
- Gage Munroe - Jake
- Chris Wiggins  - Cornelius
- Catherine Disher - Miss Strich
- Ben Campbell - Crocodylus
- Sergio DiZio - Tersh
- Dawn Greenhalgh - Reina Celeste